# Eudonia magnibursa
Eudonia magnibursa là một loài bướm đêm trong họ Crambidae.